# جاده (فیلم ۱۹۵۵)
جاده (به ژاپنی: 旅路 Tabiji) یک فیلم به کارگردانی هیروشی ایناگاکی است که در سال ۱۹۵۵ منتشر شد. از بازیگران آن می‌توان به ماریکو اوکادا، دایسوکه کاتو، نوریکو هونما، و ریو ایکه به اشاره کرد.